# Aurélien Clerc
Aurélien Clerc [uitspraak: 'klɛʀk] (Vevey, 6 augustus 1979) is een Zwitsers voormalig wielrenner die beroepsrenner was tussen 2000 en 2009. In zijn jaren bij Quick Step-Davitamon mengde hij zich vaak in de massasprints.
Omdat hij na afloop van het seizoen 2009 geen nieuw team vond, heeft hij beslist om op 30-jarige leeftijd te stoppen met wielrennen, en het bedrijfsleven in te stappen.

## Belangrijkste overwinningen
2002
- Nokere Koerse
- 1e etappe Ronde van Slovenië
- 1e etappe Ronde van Slowakije

2003
- 1e etappe Ronde van Picardië

2004
- 4e etappe Ronde van Burgos

2007
- 1e etappe Circuit Franco-Belge

2008
- 1e etappe Driedaagse van West-Vlaanderen

## Tourdeelnames
geen

## Resultaten in voornaamste wedstrijden
| Jaar | Gent-Wevelgem | Ronde van Vlaanderen | Parijs-Roubaix |
| ---- | ------------- | -------------------- | -------------- |
| 2005 | 38e           | 76e                  |                |
| 2008 | ↑             |                      | 35e            |
| 2009 | 31e           |                      |                |